# ترينس كينزي
ترينس كينزي (بالإنجليزية: Tarence Kinsey)‏ مواليد 21 مارس 1984 في تامبا، هو لاعب كرة سلة محترف أمريكي بدأ مسيرته الاحترافية في سنة 2006. يبلغ طوله 6 قدم 6 بوصة (2.0 م).

## فرق لعب لها
- ميمفيس غريزليس
- فنربخشة لكرة السلة
- كليفلاند كافالييرز
- فيكتوريا يبرتاس بيزارو
- بالونكيستو مالقا
- نيجني نوفغورود
- طرابزون سبور لكرة السلة

## إحصائيات المسيرة
|  | تصدر الدوري |

### الرابطة الوطنية لكرة السلة

#### الموسم الاعتيادي
| السنة   | الفريق             | لعب | بدأ | دقيقة | ميداني% | ثلاثية | حرة  | ارتداد | صنع | استلاب | تصدي | نقطة |
| ------- | ------------------ | --- | --- | ----- | ------- | ------ | ---- | ------ | --- | ------ | ---- | ---- |
| 2006–07 | ميمفيس غريزليس     | 48  | 12  | 20.1  | .457    | .283   | .796 | 2.0    | .9  | 1.1    | .0   | 7.7  |
| 2007–08 | ميمفيس غريزليس     | 11  | 0   | 8.7   | .421    | .429   | .833 | 1.1    | .2  | .3     | .0   | 3.6  |
| 2008–09 | كليفلاند كافالييرز | 50  | 3   | 5.5   | .449    | .389   | .868 | .8     | .2  | .2     | .0   | 2.0  |
| المسيرة |                    | 109 | 15  | 12.3  | .453    | .324   | .817 | 1.3    | .5  | .6     | .0   | 4.7  |

#### التصفيات
| السنة   | الفريق             | لعب | بدأ | دقيقة | ميداني% | ثلاثية | حرة   | ارتداد | صنع | استلاب | تصدي | نقطة |
| ------- | ------------------ | --- | --- | ----- | ------- | ------ | ----- | ------ | --- | ------ | ---- | ---- |
| 2009    | كليفلاند كافالييرز | 9   | 0   | 1.2   | .333    | .000   | 1.000 | .2     | .0  | .1     | .0   | .4   |
| المسيرة |                    | 9   | 0   | 1.2   | .333    | .000   | 1.000 | .2     | .0  | .1     | .0   | .4   |

## روابط خارجية
- ترينس كينزي على موقع إن بي أي (الإنجليزية)
- ترينس كينزي على موقع سبورتس رفرنس (الإنجليزية)
- ترينس كينزي على موقع الدوري الإسباني لكرة السلة (الإسبانية)
- ترينس كينزي على موقع كرة السلة الأوروبية.كوم (الإنجليزية)
- ترينس كينزي على موقع DraftExpress.com (الإنجليزية)
- ترينس كينزي على موقع كلية كرة السلة في سبورتس رفرنس.كوم (الإنجليزية)
- ترينس كينزي على موقع ريلجم (الإنجليزية)
- ترينس كينزي على موقع بروبوليرز (الإنجليزية)
- ترينس كينزي على موقع سبورتس رفرنس (الإنجليزية)